# Parque eólico La Perrière
El parque eólico La Perrière ( en francés: ferme éolienne de La Perrière ) es un parque eólico situado en la isla de Reunión, un departamento y región de ultramar francés en el suroeste del océano Índico. Situado en el municipio de Sainte-Suzanne, en una antigua finca de la familia de Launay de la Perrière, al noreste de la isla, próximo al sitio de Bagatelle. El parque constituye el principal parque de producción de energía eólica de Reunión junto con el parque eólico de Sainte-Rose, situado en Sainte-Rose.

## Historia
El parque constaba inicialmente de 37 turbinas eólicas operadas por Aérowatt, que producían alrededor de 14,5 GWh/an   . En 2022, una reforma parcial ha sustituido a 9 aerogeneradores que producen 19,8 MW, mientras que el antiguo parque solo produce 10,18 MW.

## Aerogeneradores
Los aerogeneradores o turbinas de viento del parque eólico La Perrière son del tipo Vestas V110 con un diámetro de rotor de 110 m. Tiene una altura de góndola de 82 m y una potencia de 2.200 kW. Hoy en día son las construcciones más altas de la isla de la Reunión.